# Marokkanischer Messerfuß
Der Marokkanische Messerfuß (Pelobates varaldii) ist ein Froschlurch und gehört zur Gattung der Europäischen Schaufelfußkröten (Pelobates) innerhalb der Überfamilie der Krötenfrösche. Mit den scharfkantigen, verhornten Auswüchsen an seinen Fußsohlen kann er sich wie andere Schaufelkröten sehr schnell in lockeren Boden eingraben, wo er den Tag verbringt. Anders als seine vorwiegend auf Europa konzentrierten Verwandten ist er als wohl einzige Pelobates-Art in Nordafrika zu finden.

## Verbreitung und Lebensraum
Der Marokkanische Messerfuß kommt in den marokkanischen Küstenebenen vor. Das Verbreitungsgebiet der Art ist sehr stark fragmentiert. Das südlichste bekannte Vorkommen befindet sich in den Salzmarschen von Oualidia, das nördlichste sichere im Gebiet der Stadt Larache (; es ist jedoch nicht ausgeschlossen, dass ein fraglicher Nachweis des verwandten Messerfußes für die spanische Exklave Melilla tatsächlich dem Marokkanischen Messerfuß zuzuordnen ist). Oberhalb von 350 Metern Meereshöhe wurde die Art nie angetroffen.
Die Art bevorzugt sandige und vegetationsarme Böden im Tiefland, teilweise innerhalb von Korkeichenwäldern. Die Fortpflanzungsgewässer sind häufig temporäre Wasserflächen wie Regenpfützen. In Kulturland und anderen von Menschen modifizierten Gebieten ist der Marokkanische Messerfuß nicht anzutreffen. Die Hälfte des Jahres verbringen die Tiere in einem Überdauerungszustand (Sommerruhe) eingegraben im Erdboden.

## Systematik
Der Marokkanische Messerfuß und weitere drei nahe verwandte Arten der Gattung Pelobates bilden meist eine eigenständige Familie Pelobatidae. Dabei handelt es sich um die Knoblauchkröte (P. fuscus), den Messerfuß (P. cultripes) und die Syrische Schaufelkröte (P. syriacus).

## Gefährdung
Der Marokkanische Messerfuß wird in der Roten Liste gefährdeter Arten der IUCN als stark gefährdet („Endangered“) eingestuft, da sein Verbreitungsgebiet mit wahrscheinlich weniger als 500 km2 sehr klein und zudem stark fragmentiert ist. Zusätzlich wird eine kontinuierliche Habitatveränderung beobachtet und eine Abnahme der Population angenommen. Angaben über die Größe der Gesamtpopulation dieser Art liegen allerdings nicht vor.